# Dondestan
 (janvier 2025).
La mise en forme du texte ne suit pas les recommandations de Wikipédia : il faut le « wikifier ».
Les points d'amélioration suivants sont les cas les plus fréquents :
- Les titres sont pré-formatés par le logiciel. Ils ne sont ni en capitales, ni en gras.
- Le texte ne doit pas être écrit en capitales (les noms de famille non plus), ni en gras, ni en italique, ni en « petit »…
- Le gras n'est utilisé que pour surligner le titre de l'article dans l'introduction, une seule fois.
- L'italique est rarement utilisé : mots en langue étrangère, titres d'œuvres, noms de bateaux, etc.
- Les citations ne sont pas en italique mais en corps de texte normal. Elles sont entourées par des guillemets français : « et ».
- Les listes à puces sont à éviter, des paragraphes rédigés étant largement préférés. Les tableaux sont à réserver à la présentation de données structurées (résultats, etc.).
- Les appels de note de bas de page (petits chiffres en exposant, introduits par l'outil «  Source ») sont à placer entre la fin de phrase et le point final[comme ça].
- Les liens internes (vers d'autres articles de Wikipédia) sont à choisir avec parcimonie. Créez des liens vers des articles approfondissant le sujet. Les termes génériques sans rapport avec le sujet sont à éviter, ainsi que les répétitions de liens vers un même terme.
- Les liens externes sont à placer uniquement dans une section « Liens externes », à la fin de l'article. Ces liens sont à choisir avec parcimonie suivant les règles définies. Si un lien sert de source à l'article, son insertion dans le texte est à faire par les notes de bas de page.
- La présentation des références doit suivre les conventions bibliographiques. Il est recommandé d'utiliser les modèles {{Ouvrage}}, {{Chapitre}}, {{Article}}, {{Lien web}} et/ou {{Bibliographie}}. Le mode d'édition visuel peut mettre en forme automatiquement les références.
- Insérer une infobox (cadre d'informations à droite) n'est pas obligatoire pour parachever la mise en page.

Pour une aide détaillée, merci de consulter Aide:Wikification.
Si vous pensez que ces points ont été résolus, vous pouvez retirer ce bandeau et améliorer la mise en forme d'un autre article.
 (août 2019).
Dondestan, cinquième album studio de Robert Wyatt, sorti sous le label Rough Trade est considéré par certains  comme son meilleur album depuis Rock Bottom. Il est marquant de par sa collaboration avec son épouse Alfreda Benge (Alfie) qui lui a en écrit 5 textes/poèmes et en a également peint la pochette.

## Liste des chansons
1. Costa (Robert Wyatt, Alfreda Benge) - 4:39
2. The Sight Of The Wind (Robert Wyatt, Alfreda Benge) – 4:58
3. Catholic Architecture (Robert Wyatt, Alfreda Benge) – 5:10
4. Worship (Robert Wyatt, Alfreda Benge) – 4:50
5. Shrinkrap (Robert Wyatt, Alfreda Benge) – 3:52
6. CP Jeebies (Robert Wyatt) – 4:04
7. Left On Man (Robert Wyatt) – 3:31
8. Lisp Service (Robert Wyatt, music: Hugh Hopper) – 2:10
9. N.I.O. (New Information Order) (Robert Wyatt) – 6:35
10. Dondestan (Robert Wyatt) – 4:49

## Dondestan (Revisited)
En 1998,l'album Dondestan a été réédité par Hannibal Records avec une nouveau mixage et une nouvelle distribution des titres sur  Dondestan (Revisited). Robert Wyatt n'était pas satisfait de la précédente version sortie trop rapidement à son goût et dans de mauvaises conditions financières.

## Nouvelle liste des titres
1. CP Jeebies – 4:04
2. N.I.O. (New Information Order) – 6:37
3. Dondestan – 5:01
4. Sight Of The Wind – 4:57
5. Shrinkrap – 3:51
6. Catholic Architecture – 5:02
7. Worship – 5:52
8. Costa (Memories Of Under-Development) – 4:09
9. Left On Man – 3:31
10. Lisp Service – 2:13

### Compositeurs
- Robert Wyatt - titres 1, 2, 3, 9
- Robert Wyatt (musique) et Alfreda Benge (paroles) - titres  4, 5, 6, 7, 8
- Hugh Hopper (musique) et Robert Wyatt (paroles) - titre 10